# 1990 في آيسلندا
هذه قائمة بالأحداث التي وقعت عام 1990 في آيسلندا.

## شاغل منصب
- الرئيس – فيغديس فينبوغادوتير
- رئيس الوزراء – شتانغريمر هيرمانسن

## ولادات

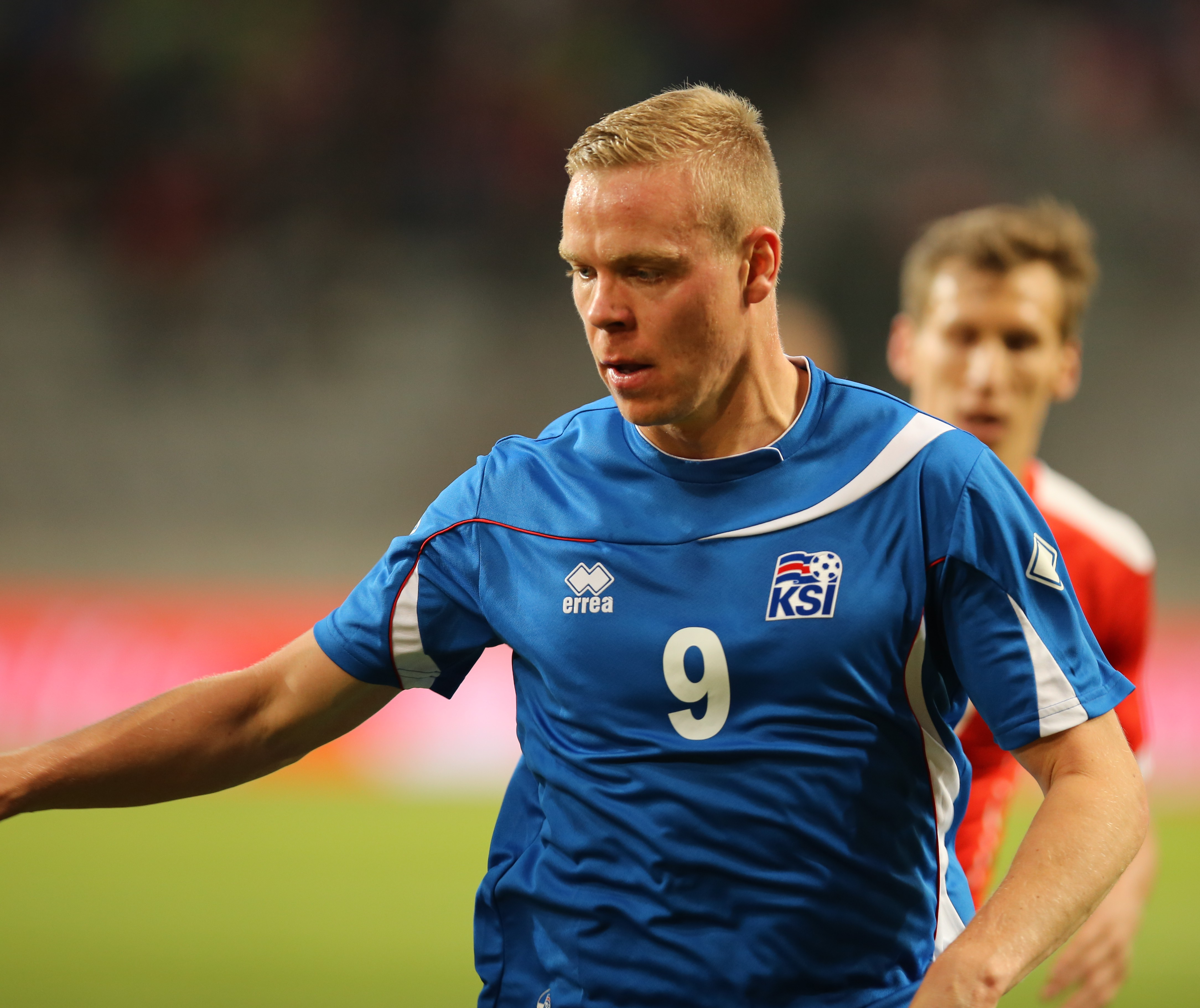
كولبين سيغبورسون

- 3 يناير – سنفا آينارستودرن، لاعبة كرة يد
- 4 فبراير – كارن كنودستودير، لاعبة كرة يد
- 5 فبراير – آستا غوارن هيلغادوتر، سياسية
- 14 مارس – كولبين سيغبورسون، لاعب كرة قدم
- 30 مارس – ستيلا سيغوردوتيير، لاعبة كرة يد
- 29 أبريل – كريستن شتايندورسون، لاعب كرة قدم.[1]
- 13 مايو – أولافور غودموندسون، لاعب كرة يد
- 19 مايو – ستيفان رافن سيجورمانسون، لاعب كرة يد
- 29 مايو – بيورن دانيل سفريسون، لاعب كرة قدم
- 4 أغسطس – كريستن جونسن، لاعب كرة قدم
- 29 سبتمبر – سارا بيورك غونارستورد، لاعبة كرة قدم
- 16 أكتوبر – يوهانا غودرن يونستودر، مغنية
- 27 أكتوبر – يوهان برغ غاوماندسن، لاعب كرة قدم